# هينينغ هاوغير
هينينغ هاوغير (بالنرويجية البوكمول: Henning Hauger)‏ (17 يوليو 1985 باروم النرويج - ) هو لاعب كرة قدم نرويجي، يلعب كلاعب وسط.

## وصلات خارجية
هينينغ هاوغير على موقع اتحاد النرويج (النرويجية)
- هينينغ هاوغير على موقع قاعدة بيانات كرة القدم.إي يو (الإنجليزية)
- هينينغ هاوغير على موقع بيانات كرة القدم. دي إي (الألمانية)
- هينينغ هاوغير على موقع ناشيونال فوتبول تيمز (الإنجليزية)
- هينينغ هاوغير على موقع Soccerway.com (الإنجليزية)
- هينينغ هاوغير على موقع عالم كرة القدم.نت (الإنجليزية)
- هينينغ هاوغير على موقع AS.com (الإسبانية)